# Australian Journal of Dairy Technology
Australian Journal of Dairy Technology is een internationaal, aan collegiale toetsing onderworpen wetenschappelijk tijdschrift op het gebied van de
veeteelt en
levensmiddelentechnologie.
De naam wordt in literatuurverwijzingen meestal afgekort tot Aust. J. Dairy Tech.